# 新道場駅
新道場駅（しんどうじょうえき）は、かつて兵庫県有馬郡道場村（現・神戸市北区道場町）日下部にあった、鉄道省有馬線の駅（休止駅）である。有馬線の休止に伴い、1943年（昭和18年）に休止されたままとなっている。

## 歴史
1915年（大正4年）に有馬線の開業に伴い、当駅が開業した。駅前には周辺から運ばれた農産物や干鰯、竹細工、筆軸、石筆、木材、清酒などの生産物が納められた倉庫群があり、また客待ちの人力車も常駐し盛況であったという。しかし、1928年（昭和3年）に神戸有馬電気鉄道三田線の開通により、駅から300 m程の所に道場川原駅（現・神鉄道場駅）が開業すると、瞬く間に客足を奪われる事となった。

### 年表
- 1915年（大正4年）4月16日：有馬鉄道の駅として開業[2]。同時に鉄道院が借り上げ。
- 1919年（大正8年）3月31日：有馬鉄道が国有化され、有馬軽便線所属となる[3]。
- 1922年（大正11年）9月2日：線路名称改定により、有馬線所属となる[3]。
- 1943年（昭和18年）7月1日：有馬線の休止（実質は廃止）に伴い休止駅となる[4]。

## 駅構造
単式ホーム1面1線のみを持つ地上駅。開設時は、旅客用に島式ホーム1面2線と貨物用に側線1線とホーム1面を有した。駅舎は大正11年に、その前年に貨物駅となった伏見駅を移築したものとされている。

## 輸送量
| 年度 | 乗客（人） | 降客（人） | 発送貨物（トン） | 到着貨物（トン） |
| ---- | ---------- | ---------- | ---------------- | ---------------- |
| 1926 | 42,410     | 41,293     | 14,459           | 2,610            |
| 1927 | 47,679     | 46,811     | 7,316            | 4,202            |
| 1928 | 45,440     | 43,746     | 2,597            | 9,402            |
| 1929 | 28,594     | 26,979     | 2,125            | 2,440            |
| 1930 | 18,783     | 17,743     | 1,596            | 2,262            |
| 1931 | 13,200     | 11,849     | 1,009            | 1,870            |
| 1932 | 13,013     | 11,880     | 30,526           | 1,706            |
| 1933 | 13,055     | 12,455     | 104,272          | 1,504            |

- 兵庫県統計書各年度版

## 隣の駅
鉄道省
有馬線
塩田駅 - 新道場駅 - 有馬口駅